# Вселуг
Все́луг — озеро в Тверской области России, на Валдайской возвышенности. Площадь (вместе с озером Пе́но) 30,4 км², длина — 14 км, ширина до 4 км. Средняя глубина 7,7 м, наибольшая — 16 м. Высота над уровнем моря — 206 м.
Через Вселуг проходит верхнее течение реки Волги после выхода из озера Стерж. Озеро представляет собой плёс (расширение течения реки). Берега пологие, вдоль берега тянется отмель шириной 15-20 м, сложенная галькой и валунами.
В озеро впадают реки Большая (соединяет с озером Березуг), Крушица, Слободская, Крутик, Кудь (по правому берегу Волги) и Езжиница, Песковня (по левому берегу Волги).
Зарегулировано Верхневолжским бейшлотом.
Развито рыболовство, туризм (имеются базы отдыха). Ранее озеро было судоходно, по нему проходила пассажирская линия Пено — Ширково — Коковкино длиной 60 км, обслуживаемая теплоходом «Зарница».
На озере есть два острова. Остров Зосима и Савватия (или Малый Соловецкий) и остров Нытьё, напротив Ширкова Погоста. До 1930-х годов на острове Зосимы и Савватия существовал монастырь, сейчас на острове стоят 2 новосрубленные деревянные церкви.